# 昆仑河

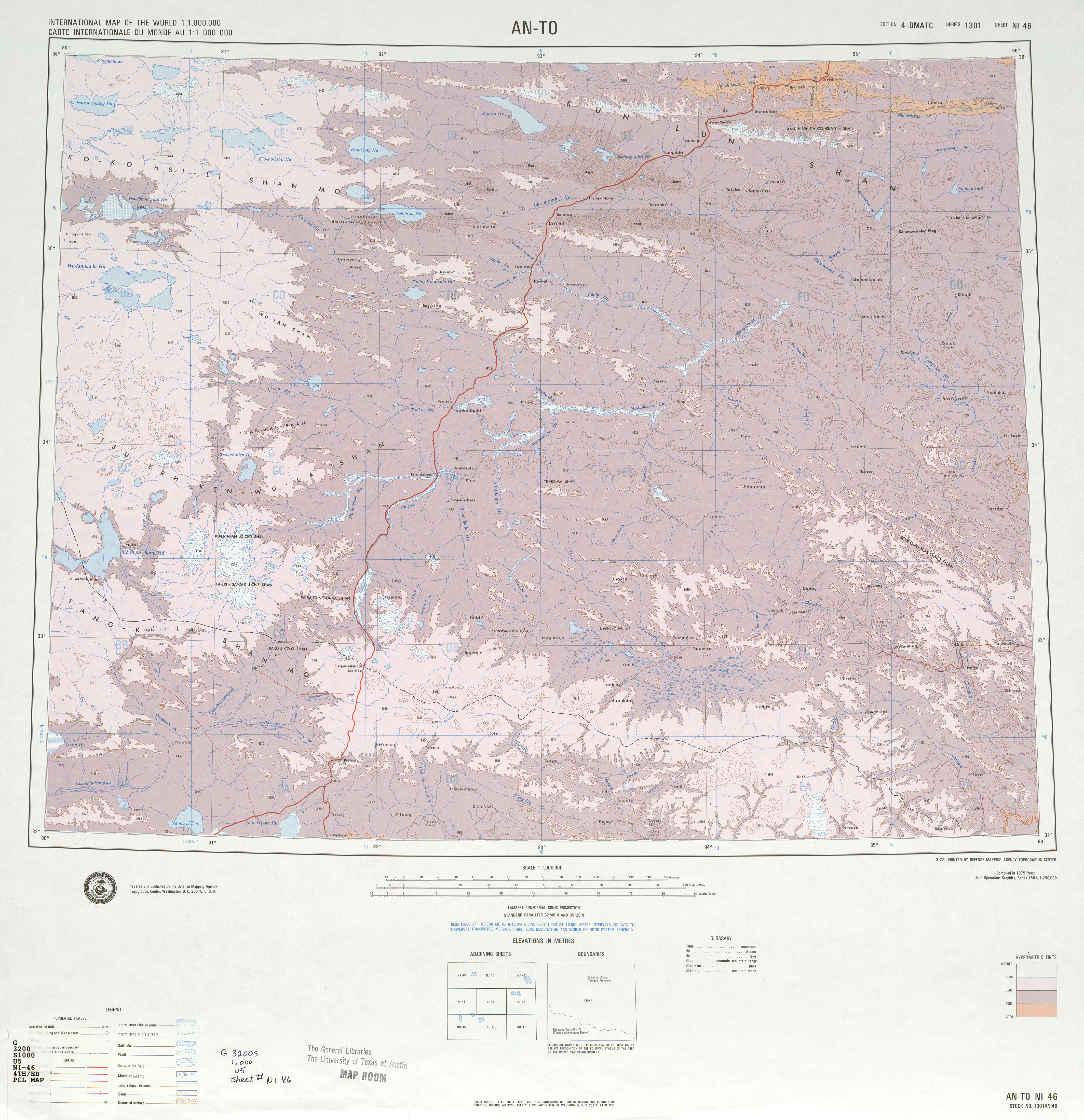
青海南部西藏北部地区地形图，昆仑河位于编号EE和FE区域内，标注为“奈齐郭勒”（Nai Ch'i kuo le Ho）

昆仑河也称奈金河、奈齐郭勒，是位于中华人民共和国青海省海西蒙古族藏族自治州格尔木市南部的一条河流，格尔木河上游左岸支流。发源于昆仑山脉博卡雷克塔格山东北麓，源流段先东北流后转东南流，曲折78.5千米流入黑海，从黑海东南部流出后又称野牛沟，向东在山谷中穿行，经万宝沟水电站（昆仑泉水电站）、纳赤台兵站、瑶池水电站（纳赤台水电站）、奈金河水电站（昆仑桥水电站）、一线天一级水电站和一线天二级水电站后汇入格尔木河大干沟水库库区。河长246.9千米，流域面积7527平方千米，河道平均比降6.6‰，年均径流量4.83亿立方米。青藏铁路和青藏公路经过昆仑河下游河谷。流域内昆仑山玉虚峰附近山麓是著名的昆仑玉产地。